# 厘 (面积单位)
厘 ，中国传统的一个计量面积的单位，为“分”的十分之一，“亩”的百分之一。
市制中，1厘 = 10毫 = 60平方尺 = 6 2⁄3 平方米。